# Gebersheim

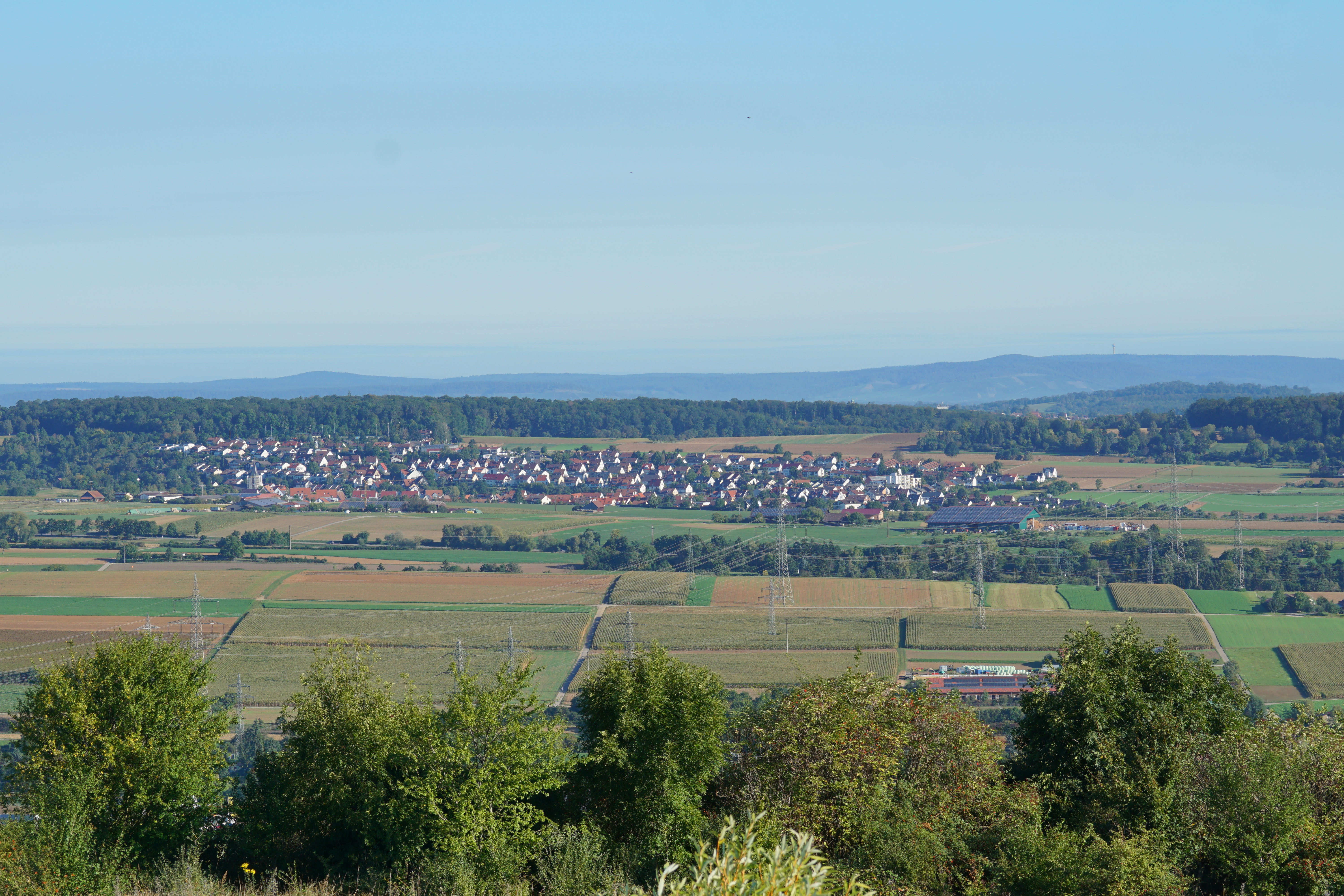
Gebersheim

Gebersheim ist ein Ortsteil von Leonberg im Landkreis Böblingen in Baden-Württemberg mit 2427 Einwohnern. Der Ort war bis 1974 eine selbstständige Gemeinde.

## Lage und Verkehr
Gebersheim liegt am östlichen Rand des Heckengäus.
Durch den Ort führt die Kreisstraße 1059, die Gebersheim mit den Nachbarorten Rutesheim und Höfingen verbindet. Die Kreisstraße 1011 führt in die nur zwei Kilometer entfernte Kernstadt.

## Geschichte

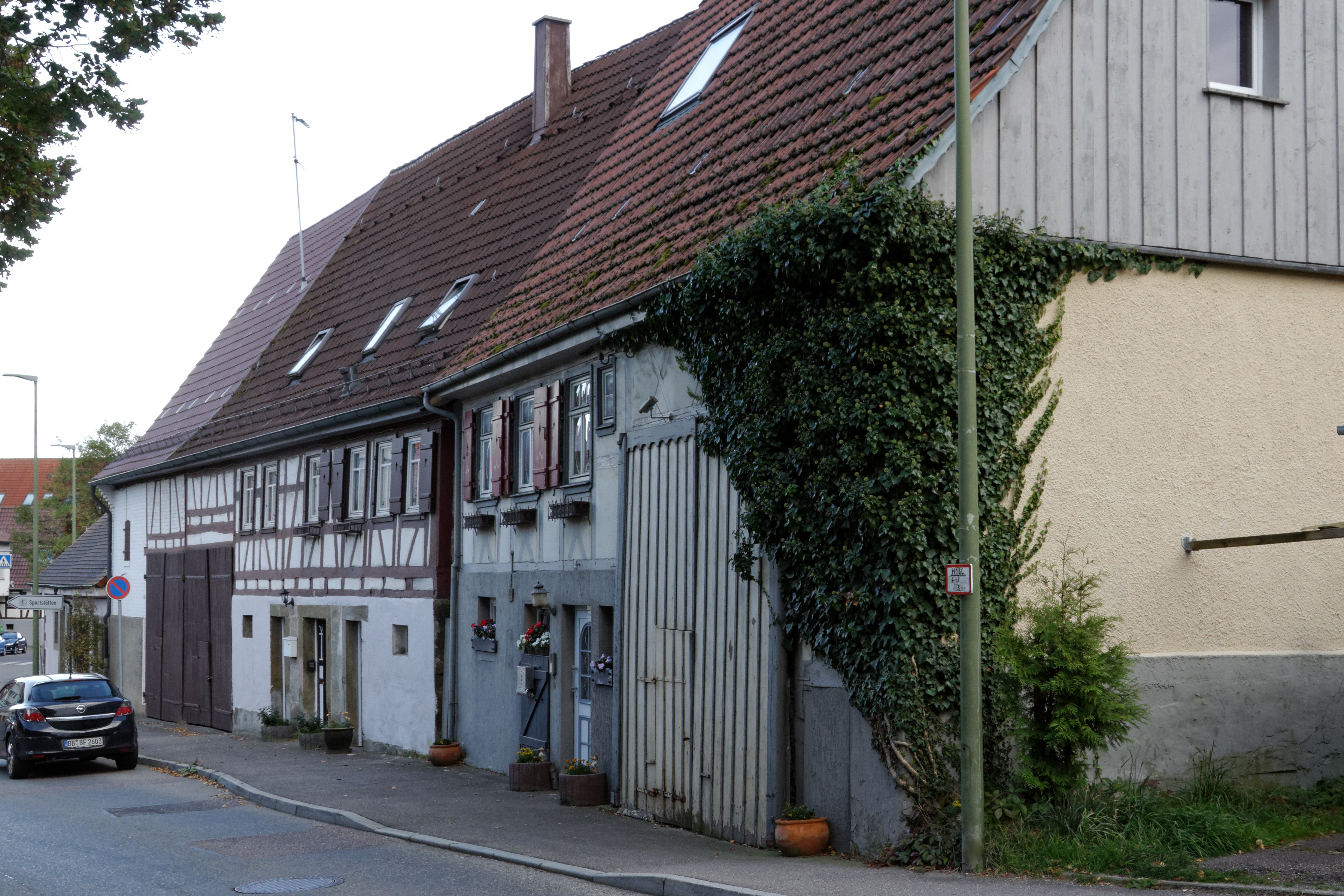
Alte Dorfstraße

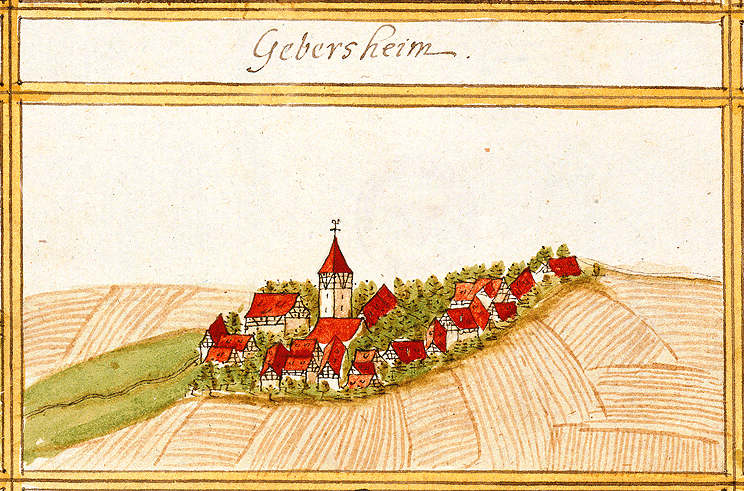
Historische Ortsansicht von 1682

Gebersheim wurde erstmals 1100 urkundlich erwähnt. 1308 kam der Ort mit dem Glemsgau zu Württemberg. 1588 wurde der älteste Teil der Pfarrkirche erbaut. 1731 gab es 39 Gebäude, davon 26 Wohnhäuser. 1925 lebten 476 Einwohner in 98 Wohnhäusern. Die Erwerbstätigkeit bestand zu zwei Dritteln aus Landwirtschaft, zu einem Drittel aus Gewerbe und Fabrikarbeit.
1968 wurde das neue Kirchenschiff der Evangelischen Auferstehungskirche eingeweiht. 1970 bis 1971 entstanden die Grundschule, der Kindergarten und die Turn- und Festhalle. 1974 wurde eine Kleinschwimmhalle und das Bürgerhaus gebaut.
Nach Auflösung des Landkreises Leonberg am 1. Januar 1973 kam Gebersheim zum Landkreis Böblingen. Am 1. Januar 1975 wurde Gebersheim zusammen mit Höfingen und Warmbronn in die Stadt Leonberg eingemeindet.
1979 fand die Einweihung des Feuerwehrhauses statt. Die Freizeitanlage Käppel wurde im Jahr 1982 angelegt. 1983 erfolgte die Fertigstellung der Omnibuswendeschleife mit dem neuen Dorfbrunnen. 1995 eröffnete das Bauernhausmuseum. 1991 ging die Schwimmhalle nach einem Brand drei Jahre zuvor als Saunabad Gebersheim wieder in Betrieb. Im Jahr 2000 feierte der Ort das 900-jährige Dorfjubiläum. Im selben Jahr erfolgte die Inbetriebnahme des zweiten Rasenspielfeldes. 2003 wurde der von Bundespräsident a. D. Richard von Weizsäcker gestiftete und von Bildhauer Markus Wolf geschaffene Gedenkstein zur Erinnerung an das Wirken von Albrecht Goes enthüllt.
Im April 2011 wurde die Gäublickhalle eingeweiht. An Stelle der abgerissenen Turn- und Festhalle und des Bürgerhauses mit Saunabad entstand Wohnbebauung.

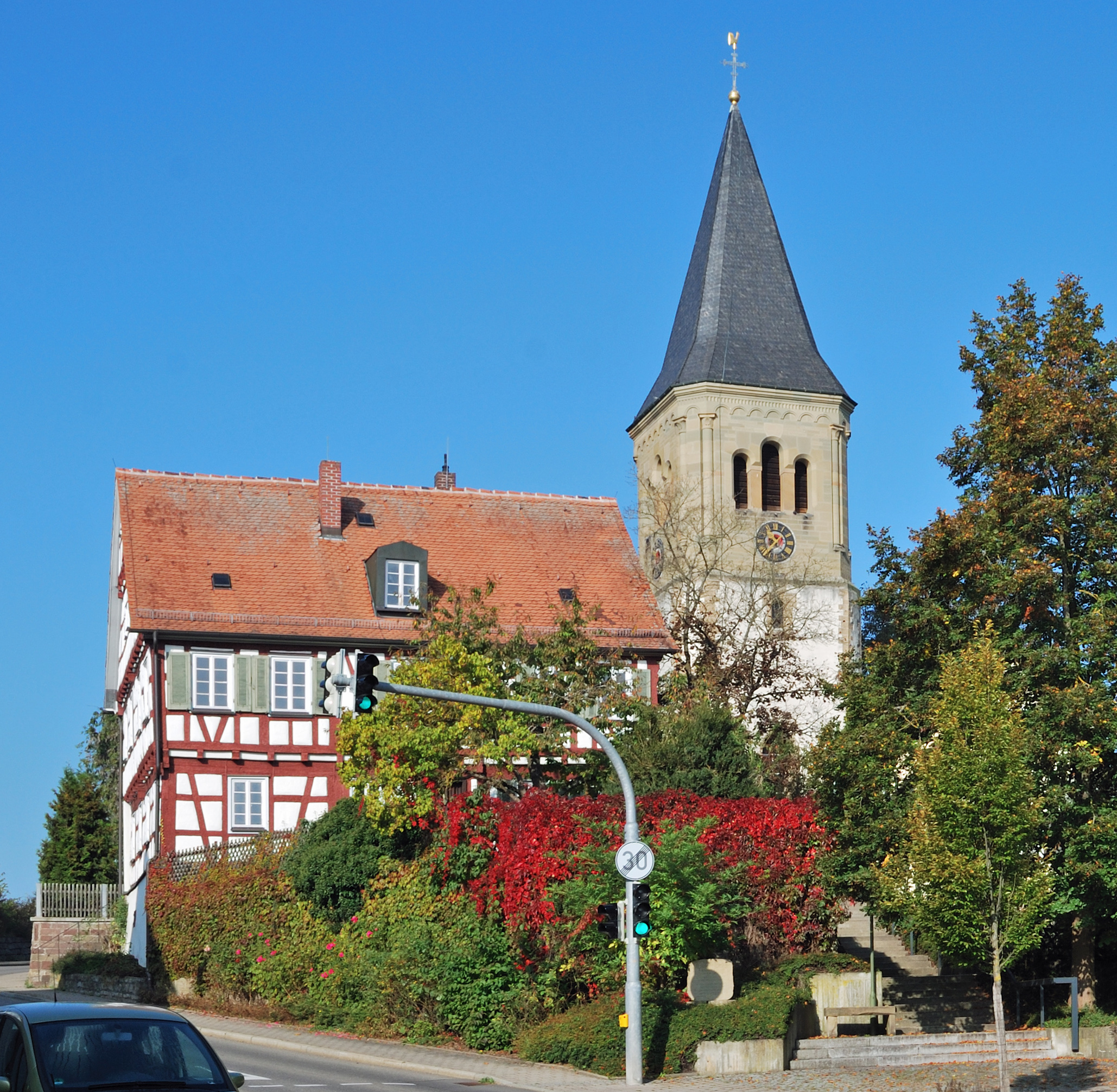
Blick zur Kirche und zum Pfarramt

### Bevölkerungsentwicklung
| Jahr | Einwohner |
| ---- | --------- |
| 1961 | 850       |
| 1970 | 1208      |
| 1992 | 2159      |
| 1996 | 2223      |
| 2000 | 2294      |
| 2004 | 2329      |
| 2008 | 2353      |
| 2011 | 2326      |
| 2018 | 2427      |

Der Ausländeranteil beträgt 7 %.

## Politik
Der Ortschaftsrat hat acht Mitglieder.
Die Sitzverteilung seit den Kommunalwahlen 2024:
| Partei / Wählerliste | Sitze |
| -------------------- | ----- |
| CDU                  | 3     |
| Freie Wähler         | 3     |
| SPD                  | 1     |
| Grüne                | 1     |

### Wappen
| Wappen des Leonberger Stadtteils Gebersheim | Blasonierung: „In Gold (Gelb) ein roter Ring.“ |
| Wappen des Leonberger Stadtteils Gebersheim |                                                |

## Kultur und Sehenswürdigkeiten

### Vereine und Organisationen

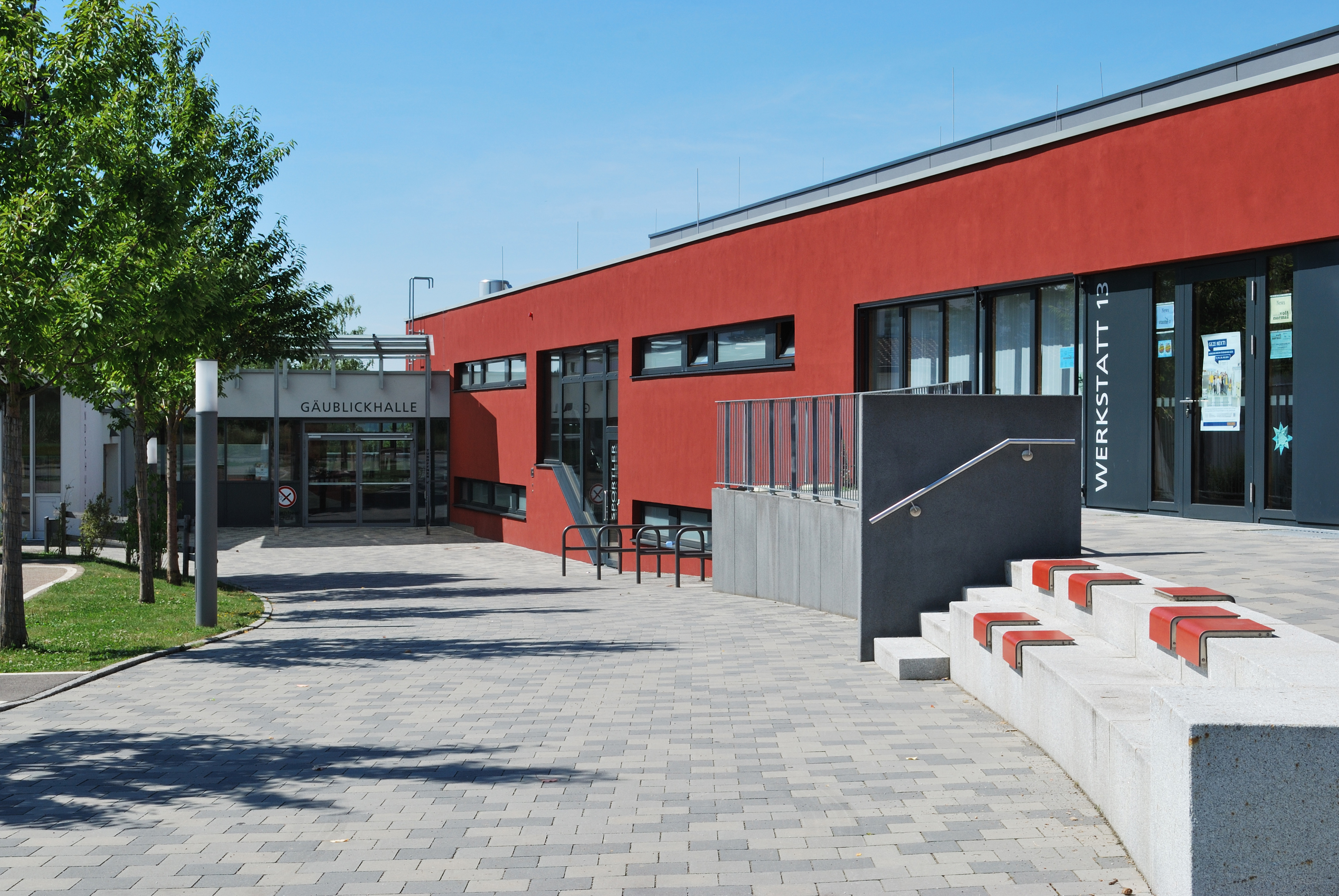
Gäublickhalle

- Der SV Gebersheim wurde 1924 gegründet und bietet Fußball, Turnen, Tischtennis, Tennis und Breitensport an.[2]
- Liederkranz Gebersheim[3]
- Freiwillige Feuerwehr Leonberg, Abteilung Gebersheim
- 1. Narrenzunft Gebersheimer Leicha-Hexa e. V., gegründet 2010[4]
- Obst- und Gartenbauverein Gebersheim

### Veranstaltungen
- Dorffest
- Osterbrunnenfest
- Dorffest der Freiwilligen Feuerwehr
- Maskenabstauben der 1. NZ Gebersheimer Leicha-Hexa, jeweils am 5. Januar um 19:01 Uhr

### Sehenswürdigkeiten

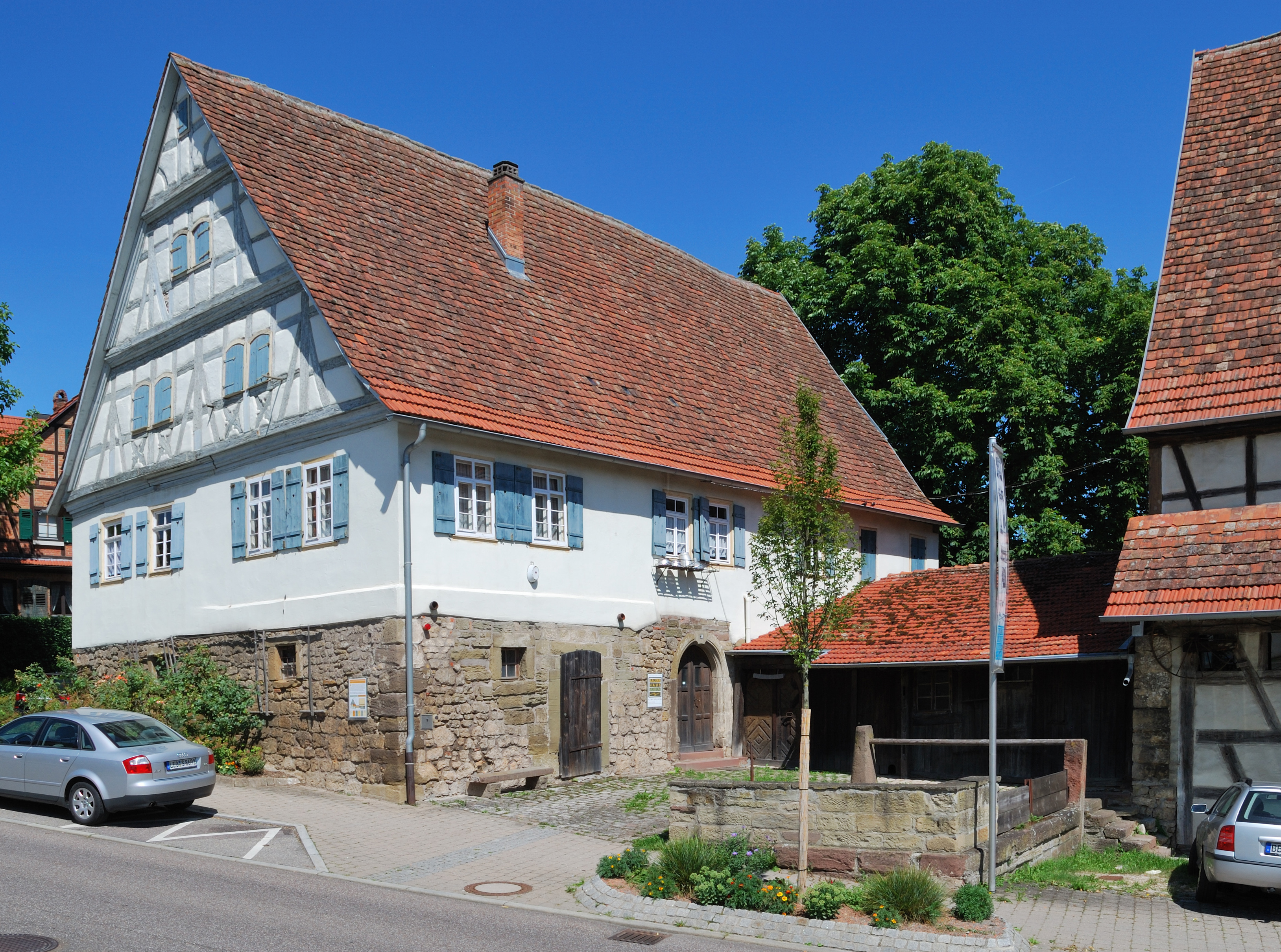
Das Bauernhausmuseum

Das Bauernhausmuseum zeigt die bäuerliche Vergangenheit der heute von Industrie geprägten Region Mittlerer Neckarraum. Ursprünglich auf drei Hauptgebäude – Wohnhaus, Ausstellungs- und Veranstaltungsscheune – konzentriert, sind heute weitere in unmittelbarer Nähe des Museums gelegene historische Gebäude Teil des Museums: Backhaus, Dorfschmiede und Viehwaage.

## Persönlichkeiten
- Jonathan Schmid (1888–1945), geboren in Gebersheim; Politiker (NSDAP), Landtagsabgeordneter, Reichsrat, württembergischer Innen-, Justiz- und Wirtschaftsminister, stellvertretender württembergischer Ministerpräsident
- Herbert Kranz (1891–1973), Schriftsteller, lebte von den 1950er Jahren bis 1970 in Gebersheim
- Albrecht Goes (1908–2000), Schriftsteller und protestantischer Theologe, lebte und wirkte 1938–1954 in Gebersheim